# Lux aeterna (requiem)
Het Lux aeterna (latijns: Eeuwig licht) is een gregoriaans gezang voor een requiem, een traditionele uitvaartmis volgens de liturgie in de rooms-katholieke kerk. Het gezang is vernoemd naar het incipit. Naargelang de gelegenheid is dit een van de wisselende gezangen in het proprium. Dit gezang is het communio, een lied, dat wordt gezongen tijdens de communie, en is het laatste gezang van het proprium. Lux Aeterna is het Latijnse verzoek om eeuwig licht dat kan schijnen voor de overledene. Bij de orde van dienst komt dit gezang na het Agnus Dei, en gaat vooraf aan het In paradisum.

## Tekst
| Latijns Originele tekst | Nederlandse vertaling |
| --- | --- |
| Lux aeterna luceat eis, Domine: Cum Sanctis tuis in aeternum: quia pius es. Requiem aeternam dona eis, Domine: et lux perpetua luceat eis. Cum Sanctis tuis in aeternum: quia pius es. | Laat het eeuwige licht op hen schijnen, O Heer voor eeuwig bij uw heiligen, omdat Gij liefdevol zijt. Schenk hun eeuwige rust, O Heer; en laat het eeuwig licht op hen schijnen. voor eeuwig bij uw heiligen, omdat Gij liefdevol zijt. |

Lux aeterna is ook de naamgeving van moderne koorwerken, maar deze zijn niet geschreven als liturgische compositie.